# Parasthetops pampinus
Parasthetops pampinus är en skalbaggsart som beskrevs av Perkins 2008. Parasthetops pampinus ingår i släktet Parasthetops och familjen vattenbrynsbaggar. Inga underarter finns listade i Catalogue of Life.